# کاروان‌های قطب شمال جنگ جهانی دوم
کاروان‌های قطب شمال جنگ جهانی دوم کاروان های اقیانوس پیمایی بودند که از بریتانیا، ایسلند و آمریکای شمالی به سمت بنادر شمالی در اتحاد شوروی حرکت می‌کردند - عمدتاً آرخانگلسک (فرشته) و مورمانسک. ۷۸ کاروان بین اوت ۱۹۴۱ تا مه ۱۹۴۵ حرکت کرد. دریانوردی از طریق چندین دریا در اقیانوس‌های آتلانتیک و منجمد شمالی انجام شد. دوره‌هایی طی چندین ماه در سال ۱۹۴۲ و در تابستان‌های ۱۹۴۳ و ۱۹۴۴ هیچ سفری نداشتند. حدود ۱۴۰۰ کشتی تجاری تدارکات را تحت موافقتنامه انگلیس و شوروی و ایالات متحده به اتحاد جماهیر شوروی تحویل دادند که توسط کشتی‌های نیروی دریایی سلطنتی انگلیس، نیروی دریایی سلطنتی کانادا و نیروی دریایی ایالات متحده اسکورت میشدند. هشتاد و پنج کشتی تجاری و ۱۶ کشتی جنگی نیروی دریایی سلطنتی شامل دو رزمناو، شش ناوشکن و هشت کشتی دیگر غرق شدند. نیروی دریایی آلمان   تعدادی کشتی از جمله یک نبرد ناو، سه ناوشکن، ۳۰ قایق و تعدادی هواپیما را از دست داد. کاروان‌ها تعهد متفقین را در کمک به اتحاد جماهیر شوروی نشان دادند و بخش قابل توجهی از توان نیروی دریایی و هوایی آلمان را به خود مشغول کردند.

## زمینه
در ژوئن ۱۹۴۱، آلمان عملیات بارباروسا را آغاز و به اتحاد جماهیر شوروی حمله کرد. ماه بعد، بریتانیا و اتحاد جماهیر شوروی اتحادی را تشکیل دادند. یکی از مجرای اصلی تدارکات از طریق ایران بود. دو کشور در اواخر اوت اشغال مشترک ایران را برای خنثی کردن نفوذ آلمان آغاز کردند. اتحاد جماهیر شوروی در لندن به دومین کنفرانس بین متفقین پیوست. اتحاد جماهیر شوروی به یکی از سه کشور بزرگ متفقین جنگ جهانی دوم تبدیل شد که علیه دولت های محور می‌جنگیدند. برنامه آمریکایی وام-اجاره در مارس ۱۹۴۱ به قانون تبدیل شد. این برنامه تجهیزات جنگی محدودی را در اختیار بریتانیا و اتحاد جماهیر شوروی قرار داد که از اکتبر همان سال آغاز شد. این برنامه در سال ۱۹۴۳ شروع به افزایش مقیاس کرد.